# I Don't Care Anymore
I Don't Care Anymore es una canción escrita e interpretada por Phil Collins (en coproducción con Hugh Padgham). Es el tercer sencillo del segundo álbum como solista, Hello, I Must Be Going!, editado en 1982. Es una de las canciones más reconocibles, y un favorito de muchos fanáticos [cita requerida] de Collins a nivel mundial.
Esta canción es considerada 'oscura' en tono y comparable al anterior éxito "In the Air Tonight", ya que ambas contienen poderosas secciones de batería junto con sonidos simples de sintetizadores y riffs de guitarra, junto con letras furiosas dirigidas al fallido primer matrimonio de Collins. Las baterìas también ilustran la técnica de reverberación cerrada que definió el sonido de Collins a través de los años 80. Durante "I Don't Care Anymore", la pista de batería cambia algunas veces entre el sonido "estandar" de estudio y dicha capa de reverberación cerrada. La canción le valió a Collins su primera nominación a un Premio Grammy por la mejor interpretación vocal de rock masculina en 1984, pero perdió contra "Beat It" de Michael Jackson.

## Lista de Pistas

### 7": Atlantic / 7-89877 (EE.UU.)
1. "I Don't Care Anymore"
2. "The West Side"

### 7": wea / 25.9938-7 (Holanda)
1. "I Don't Care Anymore"
2. "Don't Let Him Steal Your Heart Away"

### 12": wea / 25-9935 (Holanda)
1. "I Don't Care Anymore"
2. "Don't Let Him Steal Your Heart Away"
3. "And So to F [Live]" (6:34)

## Listas
| Lista (1983)                              | Máxima posición |
| ----------------------------------------- | --------------- |
| U.S. Billboard Hot 100                    | 39              |
| U.S. Billboard Hot Mainstream Rock Tracks | 2               |

## Créditos
- Phil Collins - voz, sintetizadores, batería, pedales de bajo y pandereta
- Daryl Stuermer - guitarra eléctrica

## Versión de Hellyeah
La superbanda de heavy metal Hellyeah lanzó su cover de I Don't Care Anymore como sencillo el 27 de julio de 2016 de su álbum Undeniable. La versión incluye una grabación perdida de Dimebag Darrell, la cual fue descubierta por su hermano mayor, el baterista de Hellyeah Vinnie Paul. Según Paul, la versión de Damageplan de la canción nunca vio la luz y le tomó tres semanas encontrar las grabaciones. Las grabaciones perdidas serían posteriormente convertidas con Pro Tools con la ayuda del productor Kevin Churko. Chad Gray se refirió a las sesiones vocales como un momento muy emocional mientras mencionaba que haber tenido la pista en la cual Dimebag Darrel había grabado sus riffs fue uno de los momentos más mágicos en la carrera de Gray. Un vídeo musical para la rendición fue lanzado en el canal de YouTube de Eleven Seven, un día después de que el sencillo fuese lanzado con el vídeo siendo dirigido por William "Wombat Fire" Felch. En una entrevista con Billboard, Chad Gray declaró que esperaba que a Phil Collins le encantara la versión de la canción.